# Prosoplus lividus
Prosoplus lividus là một loài bọ cánh cứng trong họ Cerambycidae.